# João Garcia Leal
João Garcia Leal (Santa Cruz de Goiás, 1759 – São Bento Abade, 1802) foi um fazendeiro mineiro cujo assassinato deu início à vingança de Januário Garcia Leal, seu irmão.
Filho de Pedro Garcia Leal e Josefa Cordeiro Borba, casou-se em 24 de junho de 1783, em Lavras, com Maria Joaquina do Espírito Santo, filha de Nicolau Martins Saldanha e Inácia Maria de Barros.
Devido a esse crime, Januário Garcia Leal, irmão de João, abandonou tudo para levar a cabo um plano de vingança contra os assassinos do irmão, colecionando a orelha de cada um que matava. Assim, recebeu o apelido de Sete Orelhas, fugindo finalmente para Santa Catarina onde morreu em 1808.
A existência ou não do personagem Sete Orelhas é abordada no artigo Januário Garcia Leal, o Sete Orelhas.